# Mommilanjärvi
Mommilanjärvi är en sjö i Finland. Den ligger i kommunen Hausjärvi i landskapet Egentliga Tavastland, i den södra delen av landet, 80 km norr om huvudstaden Helsingfors. Mommilanjärvi ligger 82,5 meter över havet. Den är 8,3 meter djup. Arean är 3,42 kvadratkilometer och strandlinjen är 15,56 kilometer lång. Sjön  ingår i Kumo älvs huvudavrinningsområde.   I omgivningarna runt Mommilanjärvi växer i huvudsak blandskog.
Sjön Ansionjärvi ligger vid Mommilanjärvi.